# A Sanctuary – Génrejtek díjai és jelölései
Ez az oldal a Sanctuary – Génrejtek című kanadai sci-fi-fantasy televíziós sorozat díjainak és jelöléseinek listáját tartalmazza.
| Év   | Díj                | Kategória                                                                          | Jelölt | Eredmény |
| ---- | ------------------ | ---------------------------------------------------------------------------------- | --- | -------- |
| 2008 | Young Artist Award | Legjobb fiatal színész tv-sorozatban (visszatérő színész kategória):               | Cainan Wiebe (Alexij) | Jelölés  |
| 2009 | Young Artist Award | Legjobb fiatal színész tv-sorozatban (vendégszereplő kategória):                   | Cainan Wiebe (Alexij) | Jelölés  |
| 2009 | Leo-díj            | Legjobb rendezés drámai sorozatban:                                                | Steven Adelson | Jelölés  |
| 2009 | Leo-díj            | Legjobb férfi vendégszereplő drámai sorozatban:                                    | Jonathon Young (Nikola Tesla) | Jelölés  |
| 2009 | Leo-díj            | Legjobb képszerkesztés drámai sorozatban:                                          | Gordon Rempel | Jelölés  |
| 2009 | Leo-díj            | Legjobb forgatókönyv drámai sorozatban:                                            | Sam Egan | Jelölés  |
| 2009 | Leo-díj            | Legjobb férfi mellékszereplő drámai sorozatban:                                    | Christopher Heyerdahl (John Druitt) | Jelölés  |
| 2009 | Leo-díj            | Legjobb vizuális effektek drámai sorozatban:                                       | Lee Wilson, Lisa K. Sepp, Sébastian Bergeron, Les Quinn, Matt Belbin | Jelölés  |
| 2009 | Leo-díj            | Legjobb női vendégszereplő drámai sorozatban:                                      | Gabrielle Rose (Ruth) | Nyert    |
| 2009 | Leo-díj            | Legjobb férfi vendégszereplő drámai sorozatban:                                    | Ryan Robbins (Henry Foss) | Nyert    |
| 2009 | Leo-díj            | Legjobb női főszereplő drámai sorozatban:                                          | Amanda Tapping (Dr. Helen Magnus) | Nyert    |
| 2009 | Leo-díj            | Legjobb smink drámai sorozatban:                                                   | Todd Masters, Nicholas Podbrey, Sarah Pickersgill, Harlow MacFarlane | Nyert    |
| 2009 | Constellation-díj  | Legjobb férfi előadó science-fiction televíziós epizódban 2008-ban:                | Robin Dunne | Jelölés  |
| 2009 | Constellation-díj  | Legjobb női előadó science-fiction televíziós epizódban 2008-ban:                  | Amanda Tapping | Jelölés  |
| 2009 | Constellation-díj  | Legjobb science-fiction televíziós sorozat 2008-ban:                               | Sanctuary – Génrejtek | Jelölés  |
| 2009 | Constellation-díj  | Legjobb technikusi munka science-fiction filmben vagy TV műsorban 2008-ban:        | Anthem Visual Effects | Jelölés  |
| 2009 | Constellation-díj  | Kiemelkedő kanadai hozzájárulás science-fiction filmhez vagy TV műsorhoz 2008-ban: | Sanctuary – Génrejtek | Jelölés  |
| 2009 | Constellation-díj  | Kiemelkedő kanadai hozzájárulás science-fiction filmhez vagy TV műsorhoz 2008-ban: | Amanda Tapping | Jelölés  |
| 2009 | Emmy-díj           | Kiemelkedő speciális effektek:                                                     | Lee Wilson, Lisa Wilson, Sebastian Bergeron, Les Quinn, Matt Belbin, Mladden Miholjcic, Ken Lee, Philippe Thibault, Lionel Lim                                               | Jelölés  |
| 2009 | Gemini-díj         | Legjobb rendezés drámai sorozatban:                                                | Steven Adelson | Jelölés  |
| 2009 | Gemini-díj         | Legjobb férfi előadó folytatásos drámai főszerepben:                               | Robin Dunne | Jelölés  |
| 2009 | Gemini-díj         | Legjobb női előadó folytatásos drámai főszerepben:                                 | Amanda Tapping | Jelölés  |
| 2009 | Gemini-díj         | Legjobb vizuális effektek:                                                         | Az Ötök c. epizódért: Lee Wilson, Lisa Wilson, Sebastian Bergeron, Les Quinn, Matt Belbin, Mladden Miholjcic, Ken Lee, Philippe Thibault, Lionel Lim                         | Jelölés  |
| 2009 | Gemini-díj         | Legjobb férfi mellékszereplő drámai sorozatban:                                    | Christopher Heyerdahl | Jelölés  |
| 2009 | Gemini-díj         | Legjobb vizuális effektek:                                                         | a Sanctuary – Génrejtek 1. rész c. epizódért: Lee Wilson, Lisa Wilson, Sebastian Bergeron, Les Quinn, Matt Belbin, Mladden Miholjcic, Ken Lee, Philippe Thibault, Lionel Lim | Nyert    |
| 2010 | Constellation-díj  | Legjobb férfi színész 2009-es sci-fi sorozat epizódjában:                          | Éjszakai felriadás c. epizódért: Robin Dunne | Jelölés  |
| 2010 | Constellation-díj  | Legjobb női színész 2009-es sci-fi sorozat epizódjában:                            | Veritas c. epizódért: Amanda Tapping | Jelölés  |
| 2010 | Constellation-díj  | Legjobb női színész 2009-es sci-fi sorozat epizódjában:                            | Bűnbánat c. epizódért: Agam Darshi | Jelölés  |
| 2010 | Constellation-díj  | Legjobb sci-fi televíziós sorozat 2009-ben:                                        | Sanctuary – Génrejtek | Jelölés  |
| 2010 | Constellation-díj  | Kiemelkedő teljesítmény 2009-es sci-fi filmben vagy televíziós sorozatban:         | Amanda Tapping (producer és színész) | Jelölés  |
| 2010 | Constellation-díj  | Kiemelkedő teljesítmény 2009-es sci-fi filmben vagy televíziós sorozatban:         | Damian Kindler (producer és író) | Jelölés  |
| 2010 | Leo-díj            |                                                                                    | |          |
| 2010 | Leo-díj            | Legjobb drámai sorozat                                                             | Sanctuary - Génrejtek | Jelölés  |
| 2010 | Leo-díj            | Legjobb rendezés drámai sorozatban                                                 | Kali c. epizódért: Martin Wood | Jelölés  |
| 2010 | Leo-díj            | Legjobb rendezés drámai sorozatban                                                 | Éjszakai felriadás c. epizódért: Brenton Spencer | Nyert    |
| 2010 | Leo-díj            | Legjobb forgatókönyv drámai sorozatban                                             | Veritas c. epizódért: Alan McCullough Kali c. epizódért: Damian Kindler | Jelölés  |
| 2010 | Leo-díj            | Best production design drámai sorozatban                                           | Kali c. epizódért: Bridget McGuire | Nyert    |
| 2010 | Leo-díj            | Legjobb jelmez drámai sorozatban                                                   | Éjszakai felriadás c. epizódért: Christina McQuarrie | Nyert    |
| 2010 | Leo-díj            | Legjobb smink drámai sorozatban                                                    | Éjszakai felriadás c. epizódért: Francesca von Zimmermann, Andrea Manchur | Jelölés  |
| 2010 | Leo-díj            | Legjobb smink drámai sorozatban                                                    | Töredékek c. epizódért: Todd Master, Holland Miller, Harlow Macfarlane, Werner Pretorius, Yukio Okajima                                                                      | Nyert    |
| 2010 | Leo-díj            | Legjobb férfi vendégszereplő drámai sorozatban                                     | Bűnbánat c. epizódban: Michael Shanks | Jelölés  |
| 2010 | Leo-díj            | Legjobb férfi vendégszereplő drámai sorozatban                                     | A hős c. epizódban: Christopher Gauthier | Nyert    |
| 2010 | Leo-díj            | Legjobb férfi mellékszereplő drámai sorozatban                                     | Töredékek c. epizódban: Ryan Robbins | Jelölés  |
| 2010 | Leo-díj            | Legjobb férfi mellékszereplő drámai sorozatban                                     | Szellemjárás c. epizódban: Christopher Heyerdahl | Nyert    |
| 2010 | Leo-díj            | Legjobb női főszereplő drámai sorozatban                                           | Éjszakai felriadás c. epizódért: Amanda Tapping | Jelölés  |
| 2010 | Leo-díj            | Legjobb férfi főszereplő drámai sorozatban                                         | Éjszakai felriadás c. epizódért: Robin Dunne | Nyert    |
| 2010 | Leo-díj            | Legjobb vágás drámai sorozatban                                                    | Kali c. epizódért: Gordon Remple | Jelölés  |
| 2010 | Leo-díj            | Legjobb vizuális effektek:                                                         | Az éjszakák vége c. epizódért: Lee Wilson, Lisa Wilson, Sebastian Bergeron, Les Quinn, Eric Petey                                                                            | Jelölés  |